# Sentiero Frassati Internazionale di Pollone
Il Sentiero Frassati Internazionale di Pollone è uno dei due sentieri presenti in Piemonte, tra quelli dedicati al beato Pier Giorgio Frassati.
Parte dal paese di Pollone, luogo d'origine della famiglia Frassati, ove il beato trascorreva gran parte delle vacanze estive, e giunge fino all'altare a lui dedicato sulle pendici della Muanda.

## La storia
In occasione del Giubileo del 2000 fu inaugurato il sentiero che il beato Pier Giorgio percorreva per raggiungere il Santuario di Oropa dalla villa di famiglia sita a Pollone.
Questo sentiero si snoda lungo la dorsale del monte Muanda, superando il "Tracciolino", fino alle pendici del monte Mucrone e termina presso un poggio (denominato Poggio Frassati) ove è stato costruito un altare all'aperto incastonato tra le pareti rocciose.
Lungo il tracciato sono stati posti pannelli che riportano alcuni pensieri e riflessioni del beato.